# Velocità di eritrosedimentazione

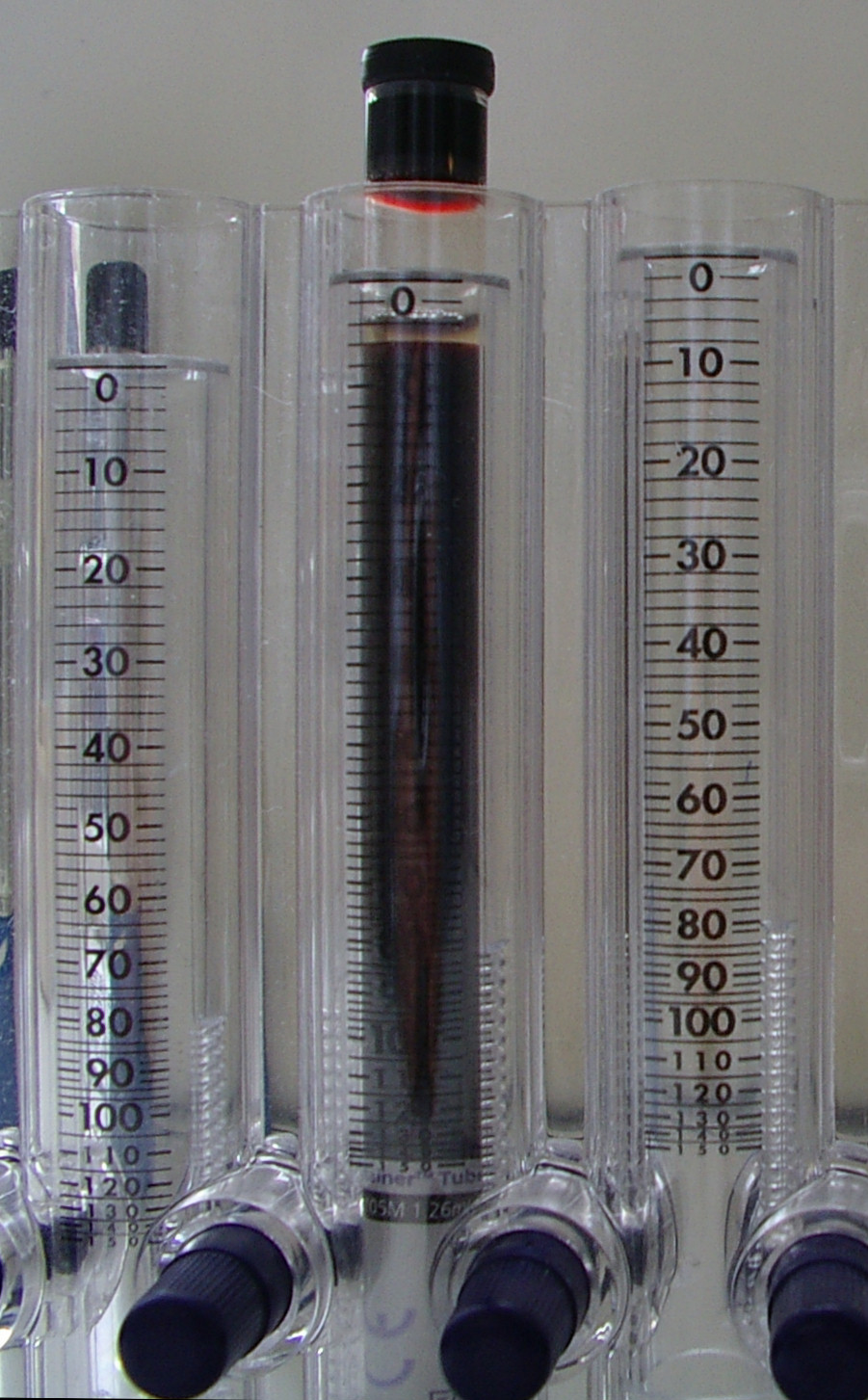
Misurazione della velocità di sedimentazione del sangue con metodo Westergreen

La VES o velocità di eritrosedimentazione (velocità di sedimentazione degli eritrociti) è un esame che si effettua sul sangue, reso incoagulabile e messo in una pipetta graduata di piccolo calibro in posizione verticale, determinando la velocità con cui i globuli rossi si separano dal plasma depositandosi sul fondo. Dopo 60 minuti si misura in millimetri l'altezza della colonna che si è formata.

## Metodo
La VES si determina con due metodi:
- Wintrobe consiste nel porre in una pipetta graduata, sangue intero, reso incoagulabile e nel lasciarlo in posizione verticale per 1 ora.[1]

- Westergren consiste nel porre il sangue diluito con citrato di sodio in una pipetta graduata lunga 200 mm e misurare il sedimento dopo 1 ora.[2]

Quest'ultimo metodo viene attualmente preferito come standard perché di più semplice esecuzione e più facilmente riproducibile. La misura del sedimento dopo due ore è stata abbandonata, in quanto non fornisce ulteriori informazioni diagnostiche, così come l'indice di Katz (IK), proposto dal chimico Johann Rudolf Katz (1880-1938), che calcolava la media tra la velocità di eritrosedimentazione dopo un'ora e dopo due ore. IK= [mm sedimentazione 1ª ora + 1/2 mm sedimentazione 2ª ora]/2
Formula per il calcolo dell'indice di Katz:

{\displaystyle IK={\frac {VES(1ora)+{\frac {VES(2ore)}{2}}}{2}}}

## Valori di riferimento
Con il metodo di Wintrobe il valore normale della VES non supera i 2 mm nel neonato, nell'uomo adulto arriva a 15 mm, nella donna adulta a 20 mm, mentre nell'anziano può superare i 25 mm. Con il metodo di Westergren i valori normali sono quasi il doppio, ma sono meno influenzati dall'ematocrito, cioè dal variare della concentrazione dei globuli rossi nel sangue.

## Meccanismo dell'eritrosedimentazione
Nella pipetta la sedimentazione dei globuli rossi è determinata dalla loro capacità di aggregarsi formando i cosiddetti rouleaux, cioè pile di cellule (paragonabili a pile di monetine) in cui i vari elementi sono legati tra loro non da anticorpi o da legami chimici, ma semplicemente da attrazione tra le superfici.
In condizioni normali, la capacità di aggregarsi è relativamente bassa perché tra i globuli rossi esistono delle forze di repulsione che li tengono sospesi nel plasma. Se nel sangue la presenza di globuline o di fibrinogeno è molto alta, i rouleaux si formano più facilmente e, di conseguenza, la VES aumenta. La presenza di macromolecole riduce infatti le forze di repulsione che allontanano i globuli rossi uno dall'altro, così come la riduzione del rapporto volumetrico tra globuli rossi e plasma e l'aumento della viscosità plasmatica.

## Indicazioni all'esecuzione dell'esame
La misura della VES ha principalmente tre scopi:
- segnalare la presenza di un processo infiammatorio
- controllare il decorso o lo stato di attività di una malattia
- individuare patologie occulte.

Pur mancando di specificità e di sensibilità, il test è ancora largamente usato perché economico e di facile esecuzione. È inoltre utile come test di primo livello perché la maggior parte dei processi infiammatori acuti e cronici e delle malattie neoplastiche si associa ad un aumento della VES.

## Interpretazione della VES
Un aumento della VES può essere indice di malfunzionamenti del nostro organismo che può far sorgere un sospetto diagnostico: il suo valore aumenta in corso di anemie, malattie infettive, stati infiammatori (per esempio le vasculiti) e neoplastiche, infarto miocardico acuto, malattie epatiche, anche se la relazione tra aumento della VES e queste malattie non è automatica. Il suo valore ad esempio aumenta nel corso della gravidanza o durante il ciclo mestruale, o semplicemente con l'aumentare dell'età.
Una VES elevata in un paziente che non presenta evidenze cliniche di infezione (febbre, brividi, mialgia, cefalea) deve suggerire l'opportunità di eseguire altre indagini. Poiché sono molti i processi patologici che possono determinare aumento della VES, questo esame deve essere considerato estremamente aspecifico e occorre evitare di attribuirgli un'importanza fondamentale.
Pertanto, anche la presenza di un valore normale di VES non può essere usata per escludere la presenza di una malattia infiammatoria o di una neoplasia.

## Relazione con la proteina C-reattiva
La proteina C-reattiva è una proteina di fase acuta prodotta dal fegato durante una reazione infiammatoria. Poiché i livelli di proteina C-reattiva nel sangue aumentano più rapidamente dopo l'inizio del processo infiammatorio o infettivo, la VES viene spesso sostituita con la misurazione della proteina C-reattiva. Esistono tuttavia degli svantaggi specifici: ad esempio, entrambi i test per VES e PCR sono risultati associati indipendentemente alla diagnosi di sinusite mascellare acuta quindi in alcuni casi la combinazione delle due misurazioni può migliorare la sensibilità e la specificità diagnostica. Diversi studi hanno studiato i valori diagnostici differenziali di VES e PCR nelle malattie infiammatorie e hanno concluso che la VES è un potenziale biomarcatore significativo per la differenziazione della malattia.
Mentre VES e PCR generalmente si correlano con il grado di infiammazione,  in alcuni casi i risultati possono essere discordanti 
| Alta VES / Bassa PCR | Bassa VES / Alta PCR |
| --- | --- |
| Lupus eritematoso sistemico Infezioni ossee e articolari Ictus ischemico Macroglobulinemia di Waldenstrom Mieloma multiplo Malattia correlata a IgG4 Insufficienza renale Bassi livelli di albumina sierica | Infezioni del tratto urinario, GI, polmonari e del sangue Infarto miocardico Malattia tromboembolica venosa Artrite reumatoide Bassi livelli di albumina sierica |